# Badín
Badín je obec na Slovensku v okrese Banská Bystrica.

## Historie
První písemná zmínka je z roku 1232, kdy byla vesnice uherským králem udělena městu Zvolen. V letech 1580–1657 musela platit daň Osmanské říši. V roce 1588 byla obléhána Turky. V blízkosti vesnice existoval od roku 1892 do začátku 20. století hnědouhelný důl. V roce 1944 se místní obyvatelé zúčastnili Slovenského národního povstání.

## Příroda
Badín je dobře známý díky Badínskému pralesu, který je již od roku 1913 chráněn státem proti jakékoli lidské činnosti.